# 関戸覚蔵
関戸 覚蔵（せきと かくぞう、1844年12月17日（弘化元年11月8日）- 1916年（大正5年）5月9日）は、明治時代の政治家。立憲革新党所属の衆議院議員（当選3回）。『茨城新聞』創刊者。

## 経歴
常陸国行方郡潮来村（現在の潮来市）に生まれる。潮来は水運によって栄えており、関戸家も豊かであった。東京師範学校に入学するが病気のため中退。戸長、郡書記、茨城県勧業課長を務め、1881年第3回茨城県会議員選挙に当選し、茨城県会議員を1886年まで務めた。また、自由民権運動に加わり、1880年に民権結社の公益民会を磯山清兵衛らと設立したり、国会開設請願の署名1万人分を野手一郎らと集めてその代表になった。1891年には『いはらき』（現・『茨城新聞』）を創刊し、経営者となるが経営がうまくいかず、飯村丈三郎に茨城新聞社の経営を委ねた。
1890年の第1回衆議院議員総選挙に立候補するが落選。1892年の第2回衆議院議員総選挙で初当選し、以降連続3回当選し、衆議院議員を辞めてからは著述に打ち込んだ。
そのほか、文部省維新史料編集嘱託を務めた。

## 著書
- 『水戸城』
- 『通俗新式国産千種全書』 - 国立国会図書館デジタルコレクション
- 『東陲民権史』 - 国立国会図書館デジタルコレクション
- （初見新太郎との共著）『蚕糸業大全 関戸覚蔵』 - 国立国会図書館デジタルコレクション
- （野口勝一との共著）『征露戦史・日露戦役名誉亀鑑合本』 - 国立国会図書館デジタルコレクション